# Mörttjärnarna (Voxna socken, Hälsingland)
Mörttjärnarna är två sjöar i Ovanåkers kommun i Hälsingland och ingår i Ljusnans huvudavrinningsområde.